# Уки Отоси
Уки Отоси (яп. 浮落 уки отоси, букв. «сбрасывание по касательной», выведение из равновесия скручиванием) — приём в дзюдо, входящий в раздел бросков, группу бросков из стойки, класс бросков для проведения которых в основном используются руки. 
Бросок за восьмым номером входит в четвёртую группу дай ёнкю списка приёмов дзюдо син-го кю 1920 года разработанного Дзигоро Кано. В настоящее время входит в список 67 приёмов Кодокан-дзюдо. . Представляет собой выведение из равновесия скручиванием руками рывком на себя, в распространённом варианте в приседе на одно колено .